# 32e Match des étoiles de la Ligue nationale de hockey
Match précédent Match suivant
Le 32e Match des étoiles de la Ligue nationale de hockey fut tenu le 5 février 1980 dans le domicile des Red Wings de Détroit, le Joe Louis Arena. L'équipe représentant la Conférence Prince de Galles l'emporta par la marque de 6 à 3 aux dépens de la Conférence Campbell. L'étoile de la rencontre fut Reggie Leach des Flyers de Philadelphie qui inscrivit un but en plus d'amasser une mention d'assistance dans la défaite des siens.

## Effectif

### Conférence Prince de Galles
- Entraîneur-chef : Scotty Bowman ; Sabres de Buffalo.

Gardiens de buts
- 01 Don Edwards ; Sabres de Buffalo.
- 30 Gilles Meloche ; North Stars du Minnesota.

Défenseurs :
- 03 Ron Stackhouse ; Penguins de Pittsburgh.
- 04 Craig Hartsburg ; North Stars du Minnesota.
- 06 Jim Schoenfeld ; Sabres de Buffalo.
- 19 Larry Robinson ; Canadiens de Montréal.
- 24 Dave Burrows ; Maple Leafs de Toronto.
- 28 Reed Larson ; Red Wings de Détroit.

Attaquants :
- 07 Jean Ratelle, C ; Bruins de Boston.
- 08 Réal Cloutier, AD ; Nordiques de Québec.
- 09 Gordie Howe, AD ; Whalers de Hartford.
- 10 Guy Lafleur, AD ; Canadiens de Montréal.
- 11 Gilbert Perreault, C ; Sabres de Buffalo.
- 12 Mike Murphy, AD ; Kings de Los Angeles.
- 15 Butch Goring, C ; Kings de Los Angeles.
- 16 Marcel Dionne, C ; Kings de Los Angeles.
- 17 Danny Gare, AD ; Sabres de Buffalo.
- 23 Bob Gainey, AG ; Canadiens de Montréal.
- 26 Steve Payne, AG ; North Stars du Minnesota.
- 27 Darryl Sittler, C ; Maple Leafs de Toronto.

### Conférence Campbell
- Entraîneur-chef : Al Arbour ; Islanders de New York.

Gardiens de buts :
- 33 Pete Peeters ; Flyers de Philadelphie.
- 35 Tony Esposito ; Blackhawks de Chicago.

Défenseurs :
- 02 Lars Lindgren ; Canucks de Vancouver.
- 04 Mike McEwen ; Rockies du Colorado.
- 05 Robert Picard ; Capitals de Washington.
- 06 Ron Greschner ; Rangers de New York.
- 20 Jimmy Watson ; Flyers de Philadelphie.
- 25 Norm Barnes ; Flyers de Philadelphie.

Attaquants
- 07 Bill Barber, AG ; Flyers de Philadelphie.
- 12 Morris Lukowich, AG ; Jets de Winnipeg.
- 14 Blair MacDonald, AD ; Oilers d'Edmonton.
- 16 Kent Nilsson, C ; Flames d'Atlanta.
- 18 Rick MacLeish, C ; Flyers de Philadelphie.
- 19 Bryan Trottier, C ; Islanders de New York.
- 22 Mike Bossy, AD ; Islanders de New York.
- 24 Bernie Federko, C ; Blues de Saint-Louis.
- 26 Brian Propp, AG ; Flyers de Philadelphie.
- 27 Reggie Leach, AD ; Flyers de Philadelphie.
- 77 Phil Esposito, C ; Rangers de New York.
- 99 Wayne Gretzky, C ; Oilers d'Edmonton.

## Feuille de match
| No                                         | Score            | Équipe           | Buteur (Passeur(s))            | Temps            |                  |
| Première période                           | Première période | Première période | Première période               | Première période | Première période |
| ------------------------------------------ | ---------------- | ---------------- | ------------------------------ | ---------------- | ---------------- |
| 1                                          | 1-0              | Prince de Galles | Robinson                       | 3:58             |                  |
| 2                                          | 2-0              | Prince de Galles | Payne (Murphy - Goring)        | 4:19             |                  |
| 3                                          | 2-1              | Campbell         | Leach (McEwen)                 | 8:02 DN          |                  |
| Pénalité : Hartsburg (Gal.) accroché 12:23 |                  |                  |                                |                  |                  |
| Deuxième période                           |                  |                  |                                |                  |                  |
| 4                                          | 2-2              | Campbell         | Nilsson (Federko - MacLeish)   | 6:03             |                  |
| Pénalité : Aucune                          |                  |                  |                                |                  |                  |
| Troisième période                          |                  |                  |                                |                  |                  |
| 5                                          | 2-3              | Campbell         | Propp (Esposito - Leach)       | 4:14             |                  |
| 6                                          | 3-3              | Prince de Galles | Stackhouse (Sittler - Lafleur) | 11:40            |                  |
| 7                                          | 4-3              | Prince de Galles | Hartsburg (Cloutier - Ratelle) | 12:40            |                  |
| 8                                          | 5-3              | Prince de Galles | Larson (Payne - Perreault)     | 13:12            |                  |
| 9                                          | 6-3              | Prince de Galles | Cloutier (Howe)                | 16:06            |                  |
| Pénalité : Aucune                          |                  |                  |                                |                  |                  |

Gardiens :
- Prince de Galles : Edwards (29:27), Meloche (30:33, est entré à 9:27 de la 2e période).
- Campbell : Esposito (15:10), Peeters (44:50, est entré à 15:10 de la 1re période).

Tirs au but :
- Prince de Galles (32) 10 - 05 - 17
- Campbell (31) 15 - 04 - 11

Arbitres : Dave Newell
Juges de ligne : John D'Amico, Ray Scapinello